# 鱼木寨
鱼木寨位于中国湖北省恩施土家族苗族自治州利川市谋道镇（原属大兴乡），始建于明洪武年间，初为土家马姓土司所建，是现今保存最完好的土家古堡，2006年被列为第六批全国重点文物保护单位。
鱼木寨地处山顶，四周为悬崖，地势险要，共有四道寨门，易守难攻。寨内现住有百余户人家，多为土家族。现存清代寨楼1座、古墓30余座以及碑刻、石雕若干。

## 文物保护情况
1992年12月16日，以“鱼木寨”的名义被湖北省人民政府列为第三批湖北省文物保护单位；2006年5月25日，以“鱼木寨”的名义被中华人民共和国国务院列为第六批全国重点文物保护单位。
其作为文物的保护范围为：鱼木寨及周围一定范围。四至：鱼木寨各文物点实施联体保护，东面以新湾东院墙外延160米至高程1000米处，西面以垛子片寨墙西段外延80米至高程920米处，南面以寨门南檐墙外延420米至高程1200米处，北面以三阳关卡门北墙外延260米至高程730米处。
其作为文物的建设控制地带为：以保护范围四至为界向外延伸。北面外延250米至318国道与钓鱼滩河西岸交汇处，东面至钓鱼滩河东岸，南面外延360米至高程1150米处，西面外延至高程810米处，并沿鸡头沟沟底向北与建设控制地带北界相接形成一个闭合区域。